# آسیابک
آسیابک‌ها حشراتی هستند که گونه ای از سنجاقک‌ها بوده و ظاهری تقریباً مشابه سنجاقک دارند. این حشرات نیز شکارچی هستند و معمولاً در نزدیکی و روی آب استخرها، جویبارها، با پروازهای بلند و سریع خود قابل تشخیص هستند.

### پرواز طولانی آسیابک‌ها
رکورد طولانی‌ترین پرواز بی وقفه متعلق به آسیابک است.
این حشره با طول تقریبی چهار سانتی‌متر، می‌تواند بیش از هفت هزار کیلومتر را به‌طور پیوسته پرواز کند این در حالی است که پیش از این تصور می‌شد نوعی پروانه به نام «پروانه ملکه» طولانی‌ترین مسیر پرواز را به خود اختصاص داده‌است.
این گونه از سنجاقک‌ها هنگام مهاجرت هزاران کیلومتر را بر فراز اقیانوس‌ها به‌طور پیوسته پرواز می‌کند. این رقم دربارهٔ پروانه‌های ملکه حدود چهار هزار کیلومتر اعلام شده بود. علت اصلی توان بالای پرواز طولانی آسیابک‌ها، ترکیب ژنی آن‌ها است. سطح بال‌های این حشرات در مقایسه با همنوعان خود بسیار بیشتر است و امکان پرواز گلاید یا بدون بال زدن را برای آنان فراهم می‌سازد. این حشرات با استفاده از جریان‌های باد و حتی طوفان‌های دریایی، پرواز گلاید یا بدون مصرف انرژی را تا رسیدن به مقصد ادامه می‌دهند.